# Радде
Радде (на руски: Радде) е село в Облученски район на Еврейската автономна област, в состава на Пашковското селище.
Село Радде се намира в погранична зона, пътуването е с пропуски.

## История
Селото е основано през 1858 г. от казаци-преселници от Забайкалието. Наречено е в чест на руския натуралист Густав Радде, работил по тези места.

## География
Намира се на левия бряг на река Амур.
Пътят към село Радде преминава от град Облучие през селата Пашково и Башурово.
Разстоянието до Башурово е около 10 км, до Пашково – 40 км, до районния център, град Облучие, – около 75 км.

## Инфраструктура
В селото има поща, основно училище, фелдшерско-акушерски пункт, библиотека, детска градина и клуб. Основното предприятие е ЗАО „Раддевское“.

## Население
| 1870 | 1894 | 2002 | 2010 |
| ---- | ---- | ---- | ---- |
| 443  | 498  | 563  | 429  |